# どですかでん
『どですかでん』は、1970年に公開された日本映画である。監督は黒澤明。カラー、スタンダード、140分。黒澤初のカラー映画で、木下惠介・市川崑・小林正樹と結成した「四騎の会」の第1作である。山本周五郎の小説『季節のない街』を原作とし、貧しくも精一杯生きる人々の生活を明るいタッチで描いた。題名は作中で少年が電車の運転士になりきったときに口ずさむ「どですかでん」という擬音語からきているが、これはもともと一般的な擬音語ではなく、山本周五郎が創作した造語である。

## あらすじ
とある郊外の街の貧しい地域。六ちゃんと呼ばれる少年は、学校にも行かず毎日近所の空き地に出かけては、他人には見えない路面電車を運転し、その電車の音を「どですかでん」という擬音で表現している。当人は自分が運転士だと本気で思い込んでいるようで、それを母親は、息子が精神に異常をきたしたと思い嘆くが、六ちゃんは母親の頭のほうがおかしいと考えている。
ヘアブラシ職人の良太郎は、浮気性の妻が不倫の男たちと作った大勢の子供らを、自分の子供として扶養している。日雇い労働者の河口と増田は夫婦交換をして、翌日には何食わぬ顔をして元の家に戻っている。陰気な平さんの所にはある女が訪ねて来るが、この女と平さんとは過去に何かがあった様子。女は平さんの家事手伝いをするが、彼は終始無視していた。廃車に住む乞食の親子は邸宅を建てる夢想話をしているが、子供はしめ鯖にあたって急死する。穏やかな性格で顔面神経症の島さんには無愛想な妻がいるが、妻を愛しており、同僚に妻の文句を言われると激怒する。彫金師のたんばさんは人生の達人といえる人物で、日本刀を振り回す男を鎮めたり、家に押し入った泥棒に金を恵んだりする。アル中の京太は家事手伝いの姪を犯して妊娠させ、姪はショックで酒屋の店員を刺してしまう。
ここに暮らす人たちは、変わった人ばかりである。六ちゃんはその中で電車を走らせ、日は暮れてゆく。

## キャスト
- 六ちゃん：頭師佳孝
- おくにさん：菅井きん
- 沢上良太郎：三波伸介
- 沢上みさお：楠侑子
- 沢上太郎：殿村敏之
- 島悠吉：伴淳三郎
- ワイフ：丹下キヨ子
- 井河：日野道夫
- 野本：下川辰平
- 松井：古山桂治
- 初太郎：田中邦衛
- 良江：吉村実子
- 益夫：井川比佐志
- たつ：沖山秀子（松竹）
- 綿中京太：松村達雄
- 妻・おたね：辻伊万里
- 姪・かつ子：山崎知子
- 岡部少年（酒店員)：亀谷雅彦
- 平さん：芥川比呂志
- お蝶：奈良岡朋子
- 乞食の父親：三谷昇
- その子：川瀬裕之
- 渋皮のむけた女：根岸明美
- 刑事：江角英明
- 警官：高島稔
- 絵描き：加藤和夫
- 小料理屋の女将：荒木道子
- ウェイトレス：塩沢とき
- レストランの主人：桑山正一
- 寿司屋のおやじ：寄山弘
- 屋台のおやじ：三井弘次
- くまん蜂の吉：ジェリー藤尾
- 惣さん：谷村昌彦
- たんばさん：渡辺篤
- 老人：藤原釜足
- 泥棒：小島三児
- くまん蜂の女房：園佳也子
- 内儀さん：牧よし子、新村礼子、小野松枝、高原とり子、桜井とし子
- みさおに声をかける男：人見明、二瓶正也、江波多寛児、市村昌治、伊吹新

## スタッフ
- 監督：黒澤明
- 製作：黒澤明、松江陽一
- 脚本：黒澤明、小国英雄、橋本忍
- 企画：四騎の会（黒澤明、木下惠介、市川崑、小林正樹）
- 原作：山本周五郎『季節のない街』
- 撮影：斎藤孝雄（三船プロ）、福沢康道
- 音楽：武満徹
- 美術：村木与四郎、村木忍
- 録音：矢野口文雄
- 照明：森弘充
- 記録：野上照代
- 助監督：大森健次郎
- 撮影助手：木村大作
- 音響効果：三縄一郎
- 特殊機械：三輪野勇

## 製作
1969年7月、黒澤明は木下惠介、市川崑、小林正樹とともに「四騎の会」を結成した。四騎の会は、日本映画低迷の時代にベテラン監督4人の力を合わせてこれを打開しようとの意図で結成され、設立第1作として山本周五郎の小説『町奉行日記』が原作の『どら平太』を4人で共同脚本・監督することを発表した。4人は湯河原の旅館に籠もり、物語を4つに分けて各自で分担する形式で執筆を行うが、なかなか意見がまとまらず頓挫した。次に再び山本の小説『季節のない街』をオムニバス形式で映画化することを企画するが、木下と市川が話が暗いと反対したため、結局黒澤が単独で監督することになった。
1970年1月、黒澤は小国英雄と橋本忍とともに伊豆韮山で脚本を執筆した。3月31日にはプリプロダクションを開始した。東京都江戸川区堀江町にある約1万坪のゴミ捨て場にオープンセットが組まれ、建物の材料もすべてゴミの山から現地調達した。撮影は4月23日に開始し、わずか28日間の早さで撮り上げた。黒澤は自宅を担保に出して製作費を調達したこともあり、黒澤映画としては珍しく低予算・早撮りで作られた。

## 評価
本作は興行的には失敗し、黒澤は大きな借金を抱えることになった。批評面では完全な失敗作とはいえなかったが、ほかの黒澤映画と比べると低調な評価となった。第44回キネマ旬報ベスト・テンでは第3位に選ばれ、井川比佐志が男優賞を受賞した。そのほか、第25回毎日映画コンクールで奈良岡朋子が女優助演賞を受賞し、第25回芸術祭で映画部門の劇映画優秀賞を受賞した。2009年にキネマ旬報が発表した「オールタイム・ベスト映画遺産200 日本映画篇」では106位にランクした。
本作は海外での評価が高く、第44回アカデミー賞では外国語映画賞にノミネートされた。また、1971年に第7回モスクワ国際映画祭でソ連映画人同盟特別賞、1978年にベルギー映画批評家協会賞でグランプリを受賞した。ダルデンヌ兄弟は本作をお気に入りの映画の1本に挙げており、2012年にBFIの映画雑誌サイト・アンド・サウンドが10年毎に発表する史上最高の映画ベストテンでも本作に投票している。